# Ivan Tavčar
Ivan Tavčar (régies írásmód szerint Tauzhar) (Poljane nad Škofjo Loko, 1851. augusztus 28. – Ljubljana, 1923. február 19.) szlovén író, ügyvéd, politikus, újságíró, a realizmus korának egyik első szlovén prózaírója.

## Élete
Ivan Tavčar szegény paraszti családból származott a mai Poljanából, Škofja Loka mellől. 1858-ban a poljanai egyosztályos iskolában kezdte meg tanulmányait, majd Laibachba (ma Ljubljana) folytatta. A ljubljanai gimnáziumból fegyelmi vétségek miatt távozni kényszerült, átiratkozott a rudolfswerthi (ma Novo mesto) gimnáziumba, majd később újra visszatért Laibachba. 1871-ben a gimnázium elvégzése után beiratkozott a Bécsi Egyetem jogász szakára. 1875-től ügyvédbojtárként dolgozott Laibachban, majd 1877-ben Krainburgba (ma Kranj) költözött, ahol dr. Menzinger alkalmazásába állt. 1880-ban visszatért Laibachba, és ezután haláláig itt élt. 1884-ben megnyitotta saját ügyvédi irodáját.
Politikai karrierjét a krainburgi területi gyűlésben kezdte, ahol politikus társával, Ivan Hribarral a liberális tábor radikális csoportjának magját alkotta. 1894-ben együtt kerültek a párt élére, kettőjük közül Tavčar volt a mérsékeltebb. Az Osztrák-Magyar Monarchia széthullása után a kranji liberális nézeteket valló Nemzeti Haladó Párt (Narodna napredna stranka (NNS) vezető politikusai között találjuk. Rövid ideig a párt Slovenski narod (Szlovén nemzet) című lapjának szerkesztője volt. 1901 és 1907 között országgyűlési képviselő, 1911 és 1921 között Ljubljana polgármestere.
Felesége Franja Tavčar, aki ebben az időben a szlovén nőmozgalom vezető személyisége volt. Az ő hatására vett részt Tavčar számos nemzeti szervezet munkájában, többek között a Szlovén Biciklisták Klubja, az első szlovén biciklista szervezet elnöke is volt. A Sokol tornászegylet egyik legidősebb tagja volt.
Élete utolsó éveiben betegsége miatt visszavonult a nyilvános élettől. Ebben az időben sok időt töltött visokói birtokán. Laibachban halt meg, sírja a mai Visokóban található.
Életerős, életvidám személyiség volt. A vidéki környezetből az akkori szlovén városi társadalom csúcsára jutott, és szociális és politikai téren is elismert személyiség lett.

## Életműve
Első irodalmi írásait diák korában jelentette meg. Munkái megjelentek a Slavec című diáklapban, a Stritarjev zvon, a Ljubljanski zvon, a Zora valamint a Slovan című lapokban. Első elbeszélése a Slavljanski jug-ban jelent meg 1868-ban Primola címmel. Ezen kívül a klagenfurti Szt. Mohor Társulat kiadó számára is írt. 
Műveit gyakran Emil Leon álnéven jelentette meg.

### Korai korszaka (1863–1875)
Alkotói korszakának kezdetén költészettel foglalkozott. Egyes költeményei meg is jelentek. Nagyszámú költeménye és ritka prózai alkotásai mellett drámai művekkel is próbálkozott. Drámaírással csak ebben az időszakban foglalkozott, a színház azonban egész életében közel állt hozzá. Egyetlen színpadi munkája az Erasmus a barlangból (Erazem iz jame) című szkeccs.
Korai korszakának legjellegzetesebb művei azok az elbeszélések, novellák és regények, melyek a 19. századi német írók társadalmi, szórakoztató elbeszéléseinek mintájára íródtak. A környezet részben udvari, részben falusi és művelt. Műveit átjárja a szentimentalizmus, a liberális eszmék, a nemesi körök morális kritikája, valamint a városi demokratizmus.

### Érett korszaka (1876–1893)
Ebben az időszakban főleg a paraszti és a történelmi tematikára koncentrál. Erre támaszkodik Tavčar késői műveinek nagy része.
Érett korszakában még mindig keveset alkot, de ekkor születnek legnagyobb és legjelentősebb munkái. Ezek a művek azonban csak a szlovén modern végén jelentek meg, Tavčar munkásságával tehát a romantika és realizmus az első világháború végéig kitolódott, túlélve a szlovén modern csúcspontját és kortársait is.
Különösen értékes Tavčar stílusa, mely a Jurčič és Kersnik prózájára jellemző objektív, észszerű stílus felől a szubjektívebb, poétikailag színesebb nyelvezethez közelít.
Érett munkáival az elbeszélő próza csúcsát érte el a romantika és realizmus közti átmeneti korszakban. Falusi novelláival és elbeszéléseivel lefektette a műfaj alapjait, melyet a szlovén irodalomban Finžgar, Prežihov Voranc és Ciril Kosmač is követett.
Legfontosabb írása a Visoška kronika, amely a 17. században játszódik a harmincéves háború után. Ezzel a művel az első teljes, tartalmilag és esztétikailag kidolgozott, magas szellemi alapokon nyugvó szlovén regény született meg

## Magyarul megjelent művei
- Viszokói krónika; ford. Herceg János; Forum, Novi Sad, 1960
- Őszi virágok (részlet) ford. Tóth Ferenc In: A szlovén irodalom kistükre. szerk. Karig Sára; Európa, Bp., 1973

## Stílusa
Tavčar írói stílusa a romantikában gyökerezik, melytől írói fejlődése során többször is eltávolodott, de amelyhez szellemileg és esztétikailag azonban mindig kötődött. Ez az irány leginkább fiatalkori írásaiban érhető tetten – társadalmi szórakoztató elbeszéléseiben, melyek a romantika kedvelt témáira, motívumaira és tartalmi elemeire épülnek. Később, magasabb művészi igényű elbeszéléseiben már realista elemeket használt, különösen a falusi élet leírásában; szellemileg mégis hű maradt a romantikához nézetével, miszerint az ember lelki, mindenekelőtt érzelmi élete előbbrevaló a biológiai valamint szociális törvényeknél. Tavčar munkáiban liberális és demokratikus nézetei is megjelennek.